# Refúgio de Tête Rousse
O refúgio de Tête Rousse - literalmente "refúgio da Cabeça Ruça" -   a 3167 m , fica na localidade de Les Houches no departamento francês da Alta Saboia, região Ródano-Alpes, no Maciço do Monte Branco.

## História
Inteiramente reconstruído em 2005, oferece um panorama impressionante sobre a Aiguille de Bionnassay. 

## Acesso
Dispondo de 74 lugares, o seu acesso é feito pelo Ninho da Águia para se prosseguir a ascensão do Monte Branco.

## Ascensões
O refúgio fica numa das etapas clássicas da via normal do monte Branco, assim como: 
- Aiguille du Goûter -3863 m
- Dôme du Goûter - 4306 m